# HiPhi
HiPhi는 딩 레이가 설립하고 중국 상하이에 본사를 둔 휴먼 호라이즌의 전기 자동차 브랜드이다.
2024년 2월에 생산을 무기한 중단하였다.

## 차종
생산을 중단하기 전 HiPhi의 대부분 모델은 위에다 기아 옌청 공장에서 생산되었으며, 일부 모델은 이전 BAIC 블루파크 라이시 공장 바디 인 화이트에서 생산된 후 최종 조립을 위해 옌청 공장으로 운송되었다.
- HiPhi X: 폴 사이즈 호화 SUV
- HiPhi Z: 고성능 호화 스포츠카
- HiPhi Y: 중형 SUV
- HiPhi A: HiPhi Z의 기간 한정 생산 차종

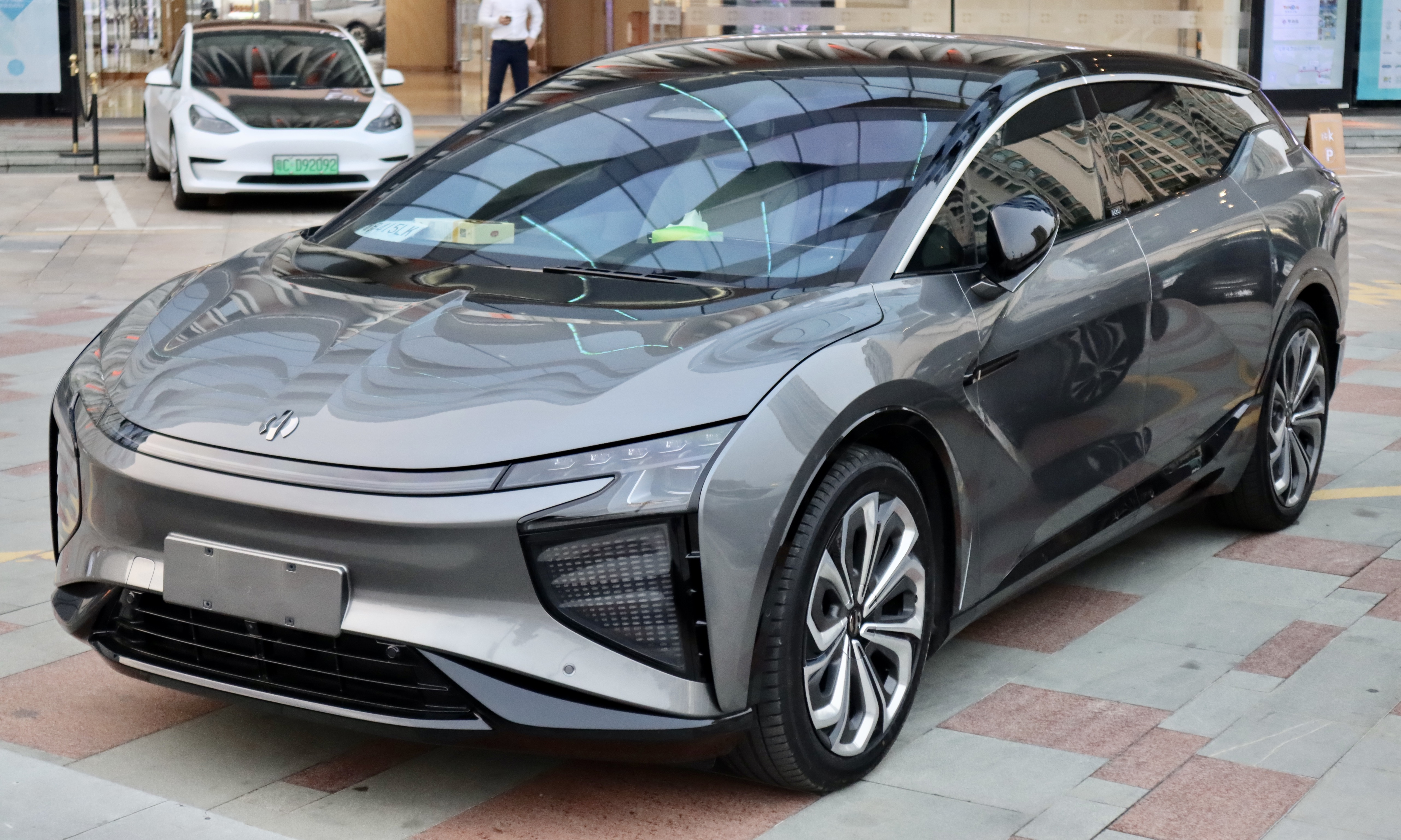
HiPhi X
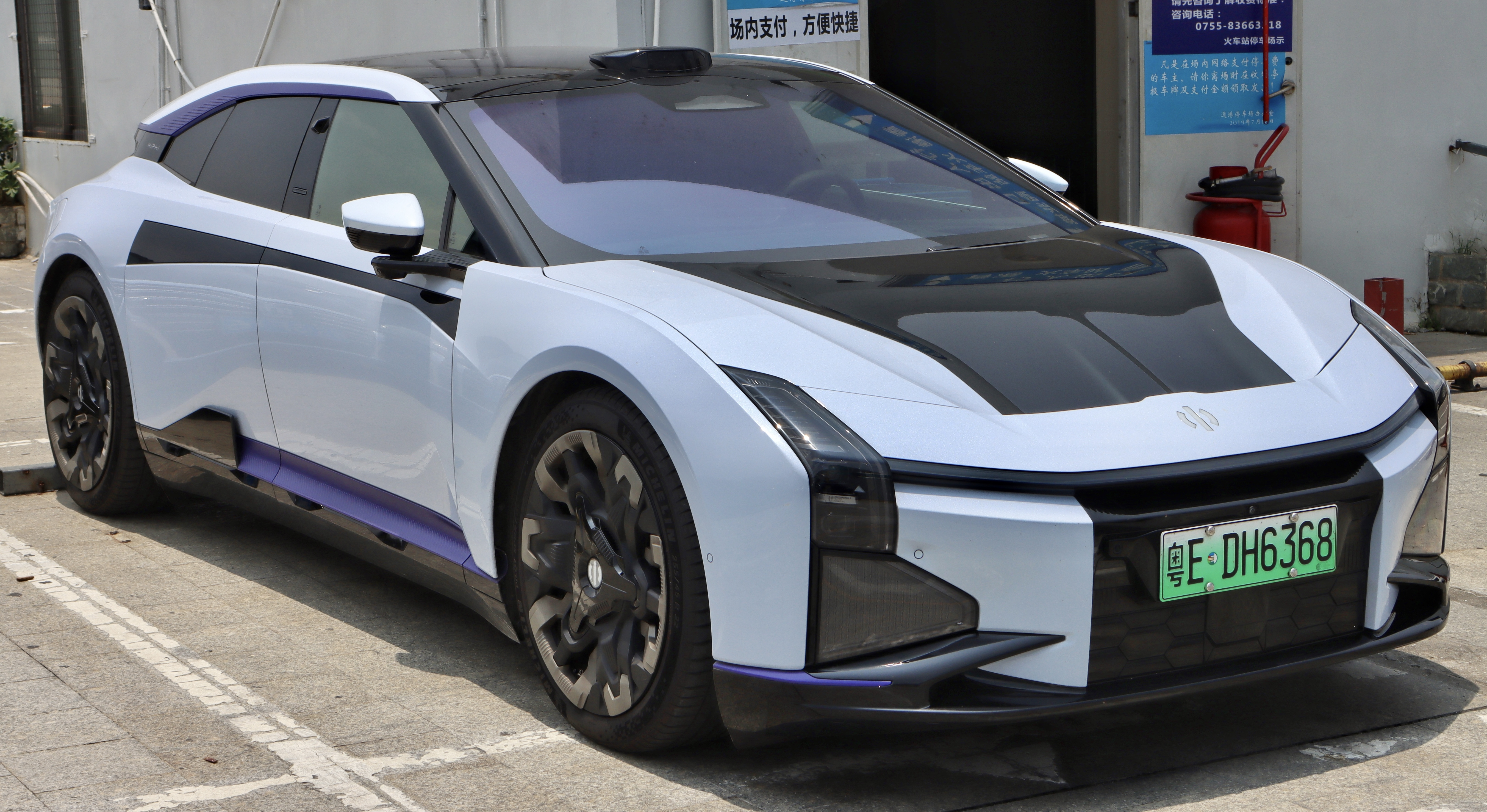
HiPhi Z
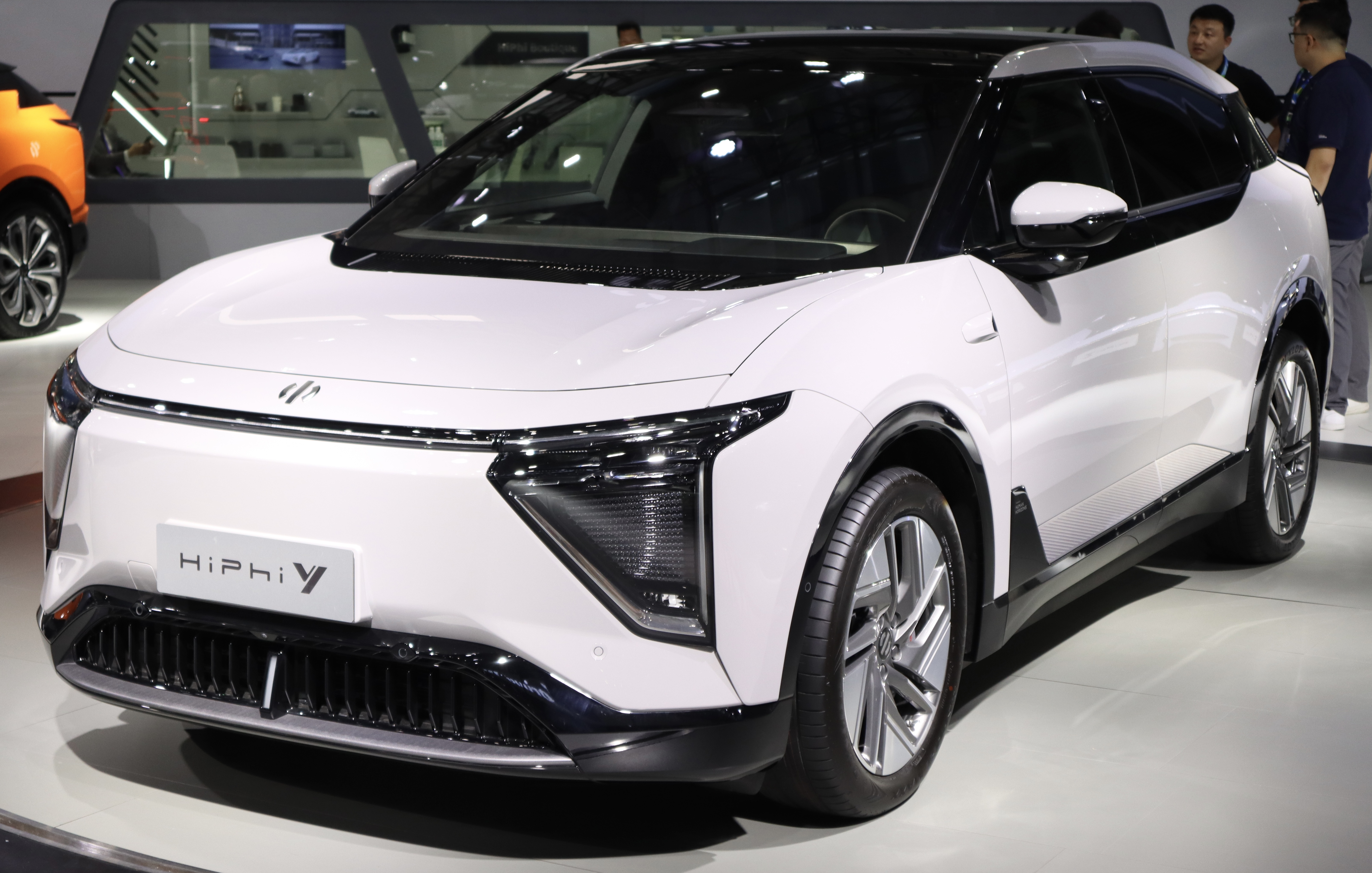
HiPhi Y
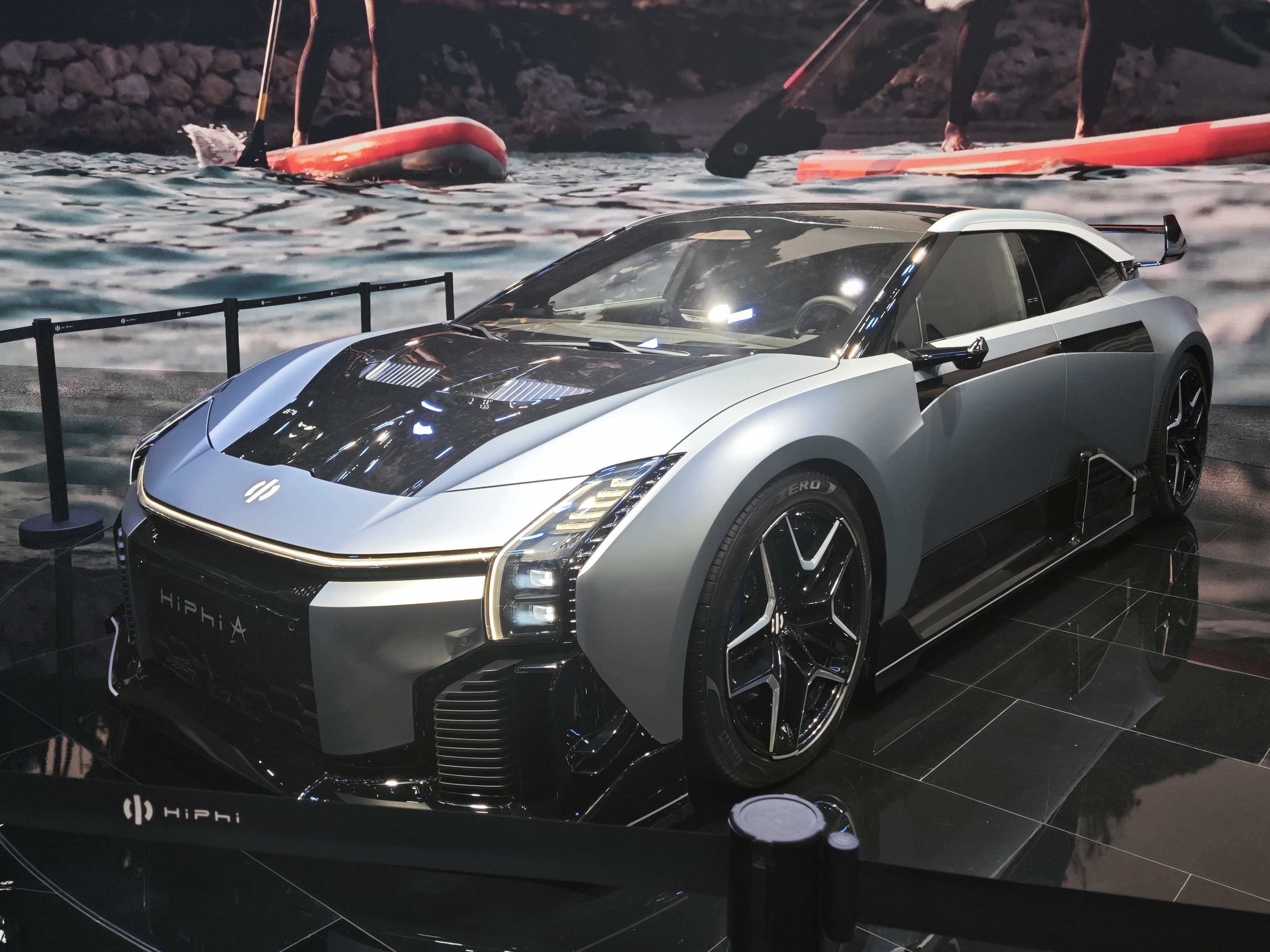
HiPhi A

## 판매
| 연도   | 합계  |
| ------ | ----- |
| 2021년 | 4,237 |
| 2022년 | 4,394 |
| 2023년 | 8,681 |